# Warjag (Schiff, 1901)
Die Warjag (russisch Варяг, englische Transkription Varyag) war ein bei William Cramp and Sons in Philadelphia gebauter Geschützter Kreuzer der kaiserlich russischen Marine. Der Name bedeutet übersetzt Waräger. Sie war während des Russisch-Japanischen Krieges im Pazifik stationiert und nahm am Gefecht vor Tschemulpo teil, in dessen Verlauf sie von ihrer Besatzung versenkt wurde.
Nach dem Krieg wurde sie von den Japanern gehoben, repariert und als Sōya in Dienst gestellt. 1916 wurde sie an Russland verkauft, 1917 von den Briten beschlagnahmt, 1920 auf Abbruch verkauft und ab 1923 abgebrochen.

## Geschichte

### Baugeschichte
Die Kaiserlich Russische Marine entschloss sich nach dem Japanisch-Chinesischen Krieg von 1894/1895 zu einem Ausbau ihres pazifischen Geschwaders. Das Bauprogramm von 1898 sah den Bau von Linienschiffen, Kreuzern und Zerstörern für diese Station vor. Auch sollte ein Teil dieser Schiffe im Ausland gebaut werden, da die russischen Ostseewerften ausgelastet und nicht hinreichend leistungsfähig waren. So kam es am 2. Mai 1898 zum Abschluss eines Vertrages mit der Werft William Cramp and Sons in Philadelphia, die zuvor schon Schiffe für die russische Marine gebaut und repariert hatte. Sie sollte das Linienschiff Retwisan für 4.360.000 US-Dollar bauen und für weitere 2.138.000 US-Dollar einen geschützten Kreuzer, die Warjag, liefern, die zu den in Deutschland bestellten Kreuzern Askold und Bogatyr in Konkurrenz stand. Allerdings war der amerikanische Entwurf nicht mit den vielen europäischen Angeboten abgeglichen. Der Bauauftrag erfolgte, weil Cramp einen günstigen Baupreis anbot und eine schnelle Fertigung garantierte. Von den zwölf Geschützen der Hauptartillerie der Warjag standen acht offen an Deck ohne Schutzschilde, davon je zwei vorn und hinten nebeneinander und vier im hinteren Bereich an den Seiten. Nur die vier vorderen Seitengeschütze standen in Kasematten etwas geschützt. Diese Aufstellung hatte für die Besatzung in ihrem einzigen Gefecht fatale Folgen. Auch stellte Cramp die bei ihm bestellten Schiffe nicht in der versprochenen Zeit fertig. Dennoch zahlte die russische Seite fast den vollen Preis.
Die Warjag war ein Kreuzer 1. Klasse, dessen Kiellegung am 1. August 1898 kurz nach der des Linienschiffes erfolgte. Der Stapellauf wurde am 10. Oktober 1899 durchgeführt. Am 2. Januar 1901 wurde die Warjag später als geplant in Dienst gestellt.

### Friedenseinsätze
Am 10. März 1901 verließ die Warjag die Werft in Richtung Russland. Wegen zu hohen Kohlenverbrauchs lief sie am 3. April die Azoren an, um den Kohlenvorrat zu ergänzen. Durch Sturm behindert, konnte die Fahrt erst am 8. April fortgesetzt werden. In Cherbourg, wo die Warjag am 14. eintraf, wurden Reparaturen durchgeführt. Am 30. April erreichte sie mit Reval den ersten russischen Hafen. Am 2. Mai erreichte sie Kronstadt, wo das Schiff am 19. Mai 1901 von Kaiser Nikolaus II. besichtigt wurde.

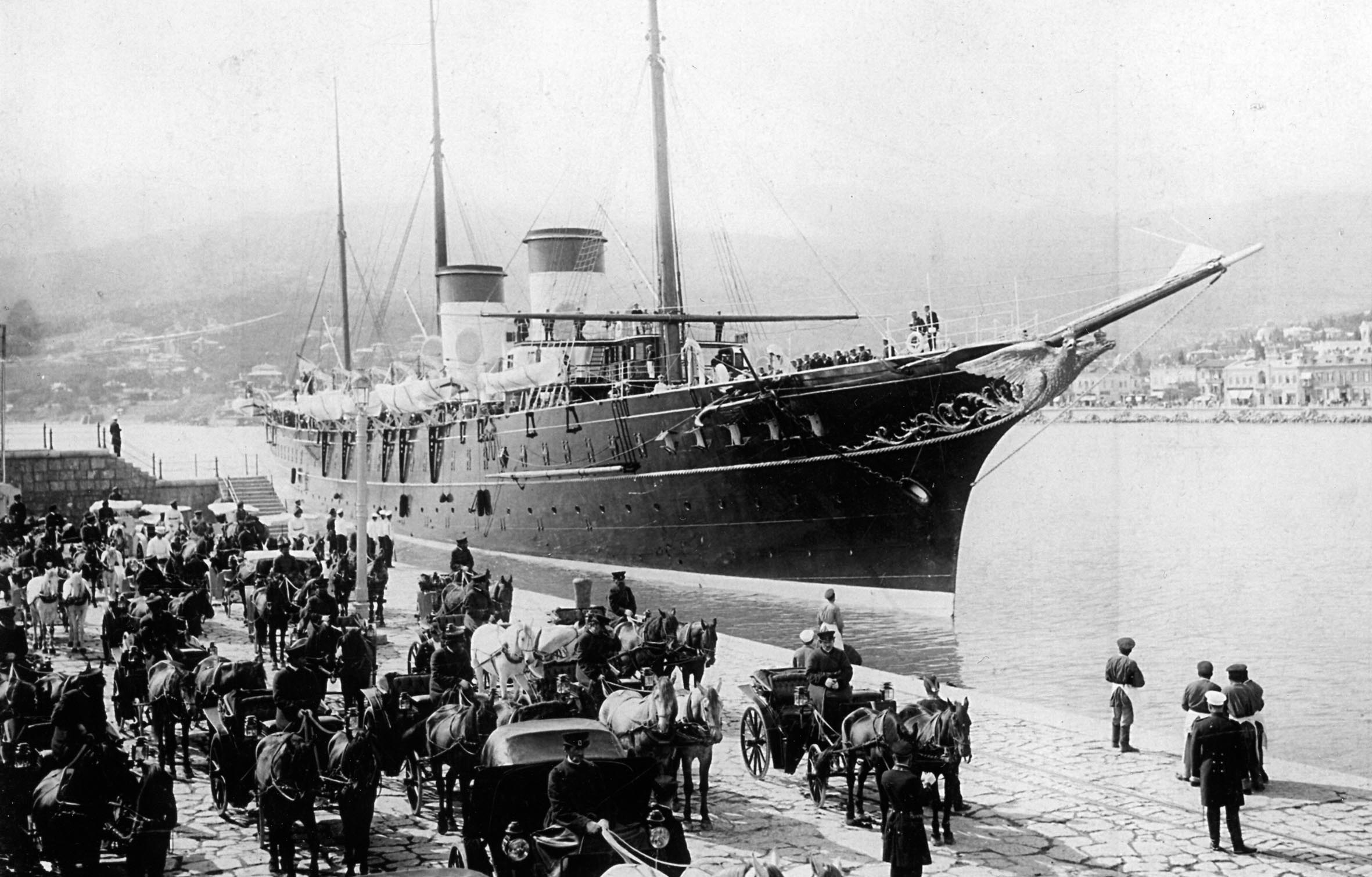
Zarenyacht Standart

Am 5. August 1901 wurde sie zur Unterstützung der russischen Pazifikgeschwaders nach Port Arthur entsandt. Am 9. lief sie Kopenhagen an, um einige Reparaturen, die schon nach der kurzen Strecke notwendig waren, durchführen zu lassen. Sie wurde angewiesen, auf die kaiserliche Yacht Standart zu warten und den Zaren bei Besuchen in Danzig, Kiel und Cherbourg zu begleiten. In Danzig wurde das Schiff vom russischen Kaiser und vom deutschen Kaiser Wilhelm II. besichtigt. Die Probleme mit der elektrischen Anlage setzten sich fort, so dass der Kreuzer zur Standart und dem weiteren Begleitkreuzer Swetlana erst kurz vor dem Einlaufen nach Kiel aufschließen konnte. In Dünkirchen und Cherbourg gelang eine befriedigende Reparatur der elektrischen Anlagen. Ersatzteile wurden allerdings sicherheitshalber bei der Bauwerft zur Lieferung nach Port Said geordert.

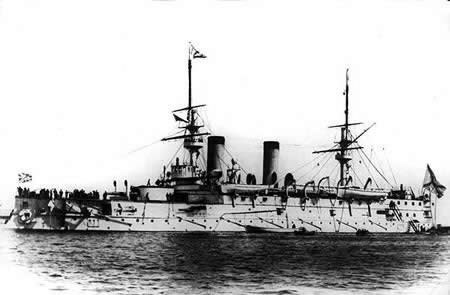
Linienschiff Zar Nikolaus I.

Am 16. September setzte die Warjag die Fahrt allein nach Cádiz, wo sie fünf Tage verblieb, sowie nach Gibraltar und Algier fort, wo sie am 27. September eintraf. Als Kriegsschiff einer der Garantiemächte lief sie danach nach Kreta, wo sie ab dem 19. Oktober scharfe Artillerie- und Torpedoübungen durchführte. Sie ging dann weiter nach Salamis und Piräus, wo sie am 23. mit dem russischen Mittelmeergeschwader zusammentraf, das aus dem alten Linienschiff Imperator Nikolai I, den Kanonenbooten Terez und Bobr sowie drei Torpedobooten bestand. In Griechenland erreichte die Warjag der Befehl, eine dreiwöchige Reise durch den Persischen Golf durchzuführen.
Am 6. November setzte sie ihre Reise fort, auf der mittlerweile vermehrt Probleme mit den Dampfkesseln auftraten. Durch den Sueskanal erreichte der Kreuzer Aden, wo einige Überholungen durchgeführt wurden und soviel Kohlen und Wasservorräte wie möglich an Bord genommen wurden. Am 21. November begann die Demonstrationsreise, deren erstes Ziel am 27. Maskat war. Von dort ging es nach Buschehr, wo der Kreuzer aus Sicherheitsgründen wegen der unklaren Wassertiefe relativ weit vor der Küste ankerte. Über Kuwait am 8. Dezember und Lingeh wurde am 15. Bandar Abbas, am 21. Karatschi und schließlich am 31. Dezember 1901 Colombo erreicht, wo der Kommandant einen vierzehntägigen Stopp zur Überholung einlegen ließ. Am 15. Januar 1902 begann der Weitermarsch zum pazifischen Geschwader mit einem dreitägigen Aufenthalt in Singapur, einer einwöchigen Überholungspause in Hongkong bis nach Nagasaki, wo der Kreuzer am 13. Februar das Geschwader mit der Petropawlowsk, der Poltawa und der Gromoboi traf. Am 22. verließ die Warjag zusammen mit der Gromoboi den japanischen Hafen und lief dann allein nach Port Arthur, während die Gromoboi Wladiwostok anlief. Am 25. Februar 1902 erreichte die Warjag ihren neuen Heimathafen und begann sich am Stationsdienst zu beteiligen. Auch wurde das Schiff gründlich überholt und ein Austausch ihrer Kessel erwogen. Dazu kam es wegen des ausbrechenden Kriegs nicht mehr.
Nach einigen dringend notwendigen Reparaturen wurde das Schiff am 27. Dezember 1903 zum koreanischen Hafen Incheon (damals Tschemulpo) verlegt.

### Russisch-Japanischer Krieg
Bekannt wurde die Warjag schließlich durch das dort stattfindende Seegefecht zu Beginn des Russisch-Japanischen Krieges. Die russische Marineführung hatte im Vorfeld des sich abzeichnenden Krieges versäumt, die Warjag und das begleitende Kanonenboot Korejez wieder der Flotte von Port Arthur anzugliedern. Der Kapitän des Schiffes, Wsewolod Rudnew, hatte nach Port Arthur zurückkehren wollen. Dies wurde ihm jedoch ausdrücklich untersagt. Das Schiff lag im koreanischen Hafen Tschemulpo mit einer Vielzahl von Kriegsschiffen anderer Nationen.

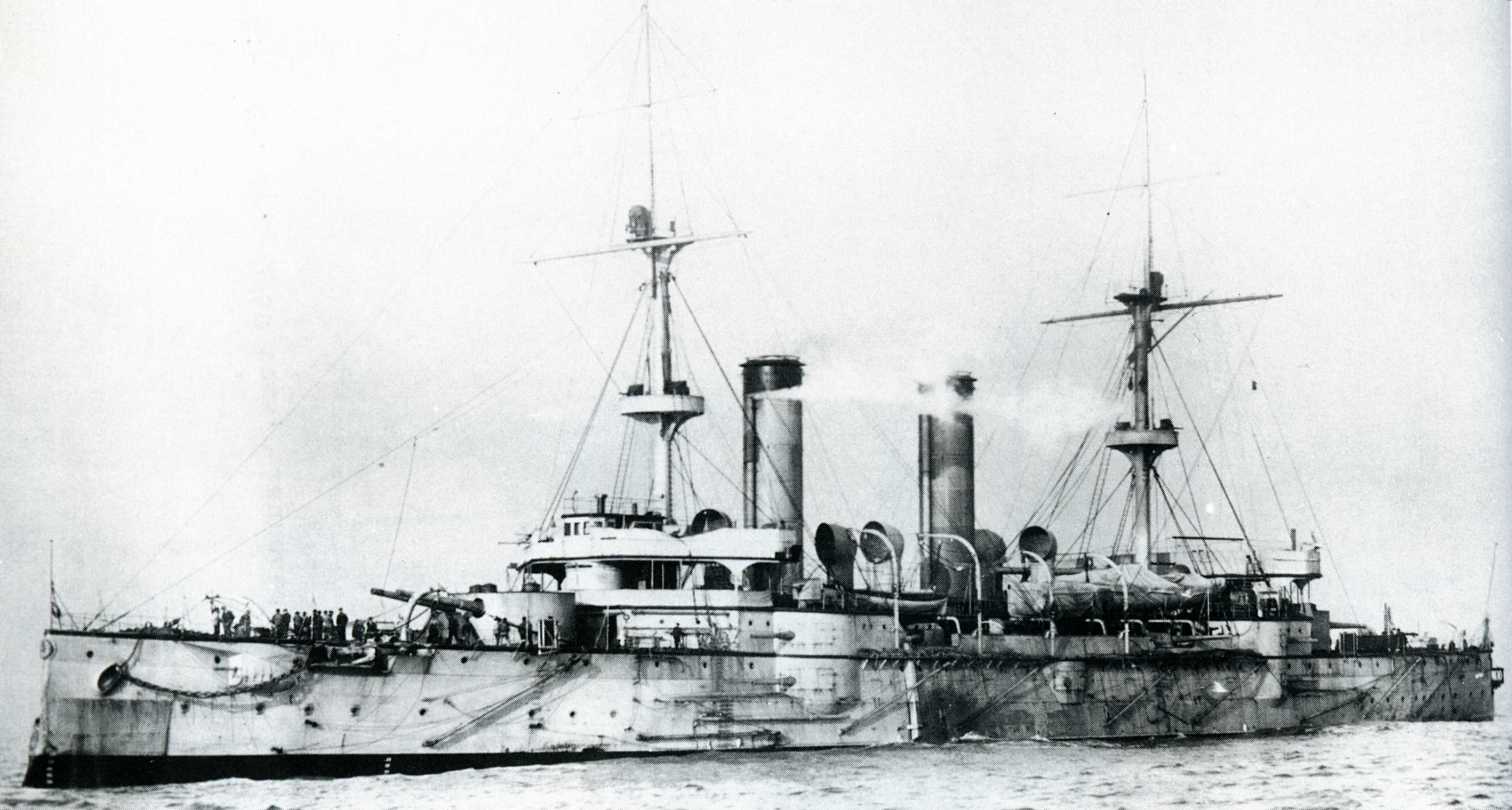
Panzerkreuzer Asama, japanisches Flaggschiff vor Tschemulpo

Am 9. Februar 1904 erschien ein japanisches Geschwader, bestehend aus dem Panzerkreuzer Asama sowie fünf kleinen Kreuzern und acht Torpedobooten unter der Flagge des Konteradmirals Uryū Sotokichi vor der Hafeneinfahrt. Die Japaner forderten die russischen Schiffe zur Kapitulation auf, was Kapitän Rudnew jedoch ablehnte. Das japanische Geschwader begann unterdessen mit der Anlandung von Truppen. Da die Warjag und die Korejez inmitten neutraler Schiffe lagen, konnten sie von den Japanern nicht einfach angegriffen werden. Um die Neutralität des Hafens zu gewährleisten, wollten die russischen Schiffe einen Ausbruchsversuch aus dem Hafen unternehmen und lichteten gegen 11:20 Uhr ihre Anker. Sie wurden jedoch gegen 11:45 Uhr von den Japanern gestellt. In dem etwa halbstündigen Gefecht erlitt die Warjag schwere Beschädigungen. Von der Hauptbewaffnung wurden zehn ihrer 15,2-cm-Geschütze sowie alle Kleingeschütze außer Gefecht gesetzt. Des Weiteren erhielt das Schiff vier schwere Treffer an und unterhalb der Wasserlinie. Alle oberen Aufbauten waren zerstört und mindestens vier Brände waren ausgebrochen, konnten jedoch von der Besatzung gelöscht werden. Von der 580 Mann starken Besatzung waren 31 Offiziere und Matrosen gefallen sowie 91 schwer und über 100 leicht verwundet worden.
Darauf zogen sich die Warjag und die unbeschädigte Korejez, die jedoch nichts gegen die Japaner ausrichten konnte, in den Hafen zurück. Dort versenkten die Russen ihre Schiffe selbst. Die Mannschaften einschließlich der Verwundeten wurden von den Kriegsschiffen Talbot, der französischen Pascal und der italienischen Elba übernommen und nach Hongkong gebracht. Die Kreuzer durften Tschemulpo nach ein bis zwei Wochen verlassen und auf ihnen starben noch mehrere der Verwundeten. Auf diesem Weg gelangten die Überlebenden nach Russland zurück, wo sie als Helden gefeiert wurden.
Im Jahr 1907 wurde dem ehemaligen Kommandanten der Warjag, Kapitän Rudnew, für seine Tapferkeit der japanische Orden der Aufgehenden Sonne verliehen, den er zwar annahm, jedoch nie in der Öffentlichkeit trug.

### In japanischem Dienst

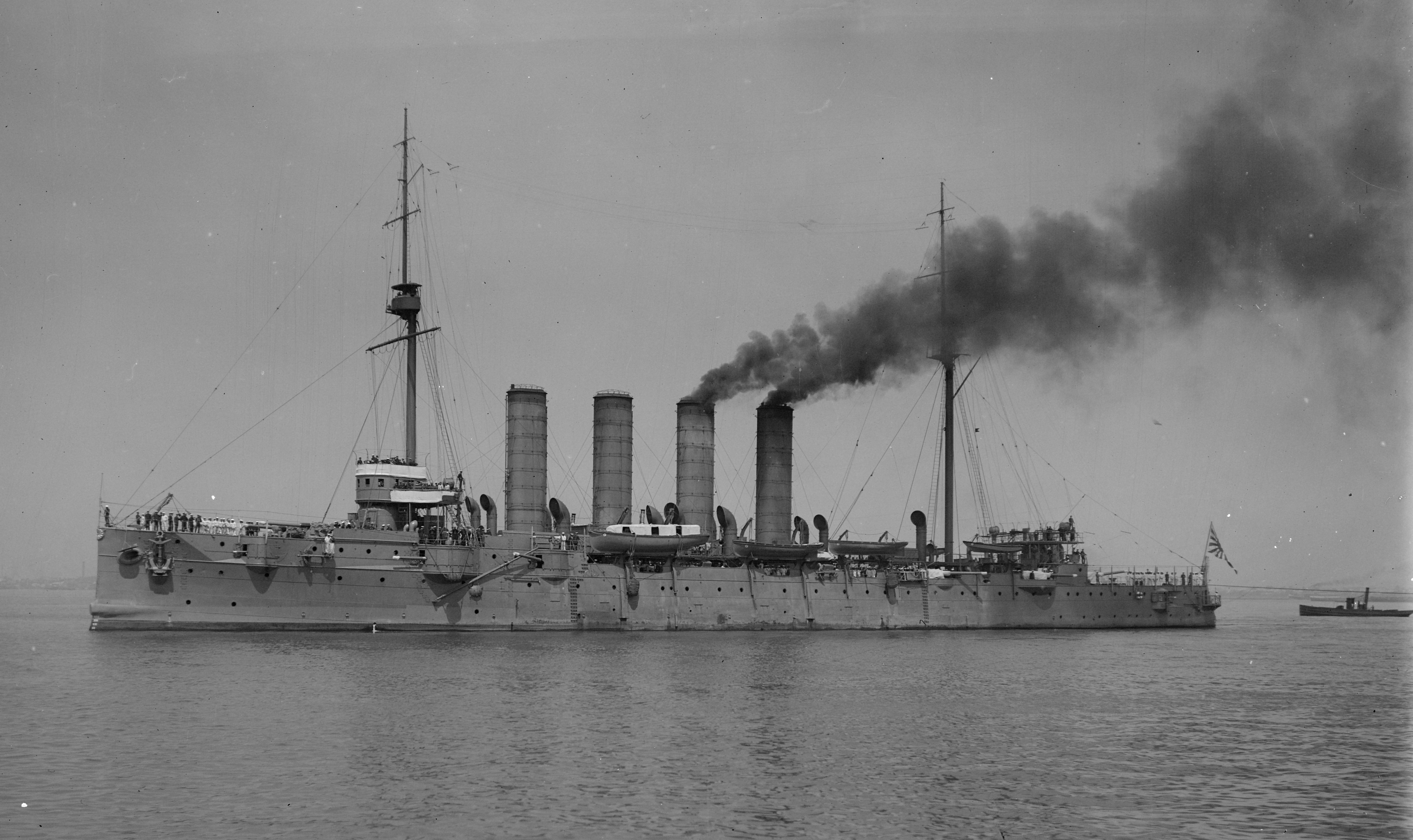
Die Sōya bei einem Besuch in Australien

Das Schiff wurde am 8. August 1905 von den Japanern gehoben, modernisiert und unter dem Namen Sōya (宗谷) am 9. Juli 1907 wieder in Dienst gestellt. In der Folgezeit diente das Schiff als Ausbildungsschiff für japanische Kadetten. 1909 machte sie als Schulschiff zusammen mit der Aso (ex Bajan) mit der 36. Klasse der japanischen Marineakademie vom 14. März bis zum 7. August eine Langstreckenreise über Hawaii in die Vereinigten Staaten und nach Kanada. Die Kreuzer besuchten unter anderem San Francisco, Seattle und Vancouver. 1910 folgte mit der 37. Klasse der japanischen Marineakademie eine ähnliche Trainingsreise vom 1. Februar bis zum 3. Juli nach Manila, Ambon, Townsville, Brisbane, Sydney, Hobart, Melbourne, Fremantle, Batavia, Singapur, Hongkong, Makung und Keelung wieder zusammen mit der Aso. Eine weitere Ausbildungsreise mit der 39. Klasse in den gleichen Raum bis nach Neuseeland führten die Aso und die Sōya vom 25. November 1911 bis zum 28. März 1912 durch. Vom 5. Dezember 1912 bis zum 21. April 1913 ging die Fahrt der 40. Klasse über Singapur wieder nach Australien. Die Reise wurde zusammen mit dem Panzerkreuzer Azuma durchgeführt.
Vom 20. April bis zum 23. August 1915 führte sie mit der Aso letztmals eine Ausbildungsreise für die 42. Klasse durch und besuchte das inzwischen von den Australiern besetzte Rabaul, Sydney und erneut Fremantle an der australischen Westküste.
Da Japan und Russland im Ersten Weltkrieg Verbündete waren, verkaufte Japan drei ehemals russische Schiffe (die ehemalige Warjag, die Pereswet und die Poltawa) für 15,5 Millionen Rubel an Russland. Am 21. März 1916 wurden die Schiffe in Wladiwostok ausgeliefert. Die Schiffe sollten allerdings in der Barentssee zur Sicherung der Nachschublinien von den westlichen Alliierten nach Russland über Archangelsk und dann auch Murmansk eingesetzt werden.

### Wieder in russischen Diensten
Am 19. Juni marschierte die Warjag mit der Tschesma (der früheren Poltawa), aber ohne die durch eine Grundberührung beschädigte Pereswet, von Wladiwostok über Hongkong (wo die Schiffe einen weißen Tropenanstrich erhielten), Singapur, Colombo, Port Victoria/Seychellen und Aden (27. August, wo die Schiffe in Khaki umlackiert wurden) nach Port Said. Dort trennten sich am 6. September die beiden Schiffe. Während die Tschesma in die Ägäis ging, setzte die Warjag mit dem russischen Kommandeur Konteradmiral Bestushew-Rumin die Reise in Richtung Arktis fort. Über Malta lief sie nach Toulon, wo sich die Askold in Überholung befand. Anfang Oktober wurde die Reise über Gibraltar und Queenstown in Irland in zum Teil sehr schweren Wetter nach Glasgow fortgesetzt, wo das Schiff untersucht wurde und einige Modifikationen erhielt; so wurden beispielsweise zusätzliche Heizungen für den geplanten Arktiseinsatz eingebaut. Am 8. November begann dann die letzte Etappe entlang den Färöerinseln und der nördlichen Fjorde Norwegens nach Alexandrowsk, heute Poljarny. Nach Besuchen in den Jahren 1899 und 1906 wurde erstmals ein großes russisches Kampfschiff an der Barentssee stationiert.
Im Frühjahr 1917 wurde sie zur Modernisierung zu Cammell, Laird & Company in Birkenhead überführt, nachdem die Tschesma vor Ort eingetroffen war. Zum Zeitpunkt der Oktoberrevolution wurde von den verbliebenen Matrosen die Rote Fahne gehisst. Kurz darauf wurde das Schiff von der britischen Armee gestürmt, die Fahne eingeholt und das Schiff von der Royal Navy übernommen. Die Warjag wurde anschließend nach Irland geschleppt und diente dort bis 1919 als Hulk. Im Jahr 1920 wurde sie zur Verschrottung nach Deutschland verkauft. Als sie dann zur Abwrackwerft geschleppt werden sollte, lief sie im Firth of Clyde bei Lendalfoot auf Felsen, und das Abschleppen musste aufgegeben werden. Ab 1923 erfolgte dann der Abbruch des Schiffs vor Ort und 1925 sank der Rest des Schiffes, der nicht gehoben wurde.

## Sonstiges
In Russland ist das Lied Kreuzer Warjag (russisch: Крейсер Варяг, englisch: Krejser Varyag) relativ bekannt, das die Heldentaten der Besatzung der Warjag schildert. Dabei handelt es sich um eine Übersetzung eines Gedichtes des österreichischen Schriftstellers Rudolf Greinz. Er hatte das Gedicht im Jahr 1904 unter dem Eindruck der Ereignisse in Tschemulpo geschrieben und in der Zeitschrift Jugend veröffentlicht.

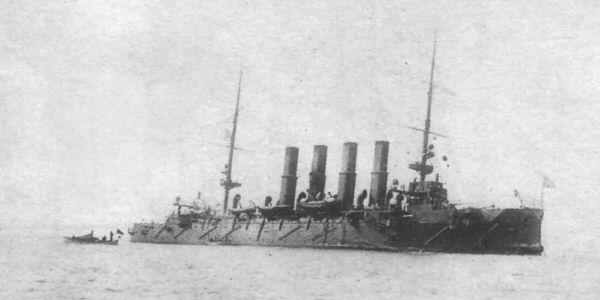
Die beschädigte Warjag nach der Schlacht von Tschemulpo (1904).
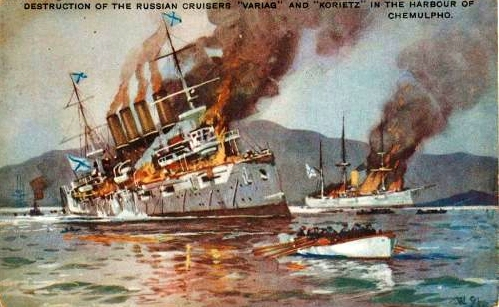
Versenkung der Warjag
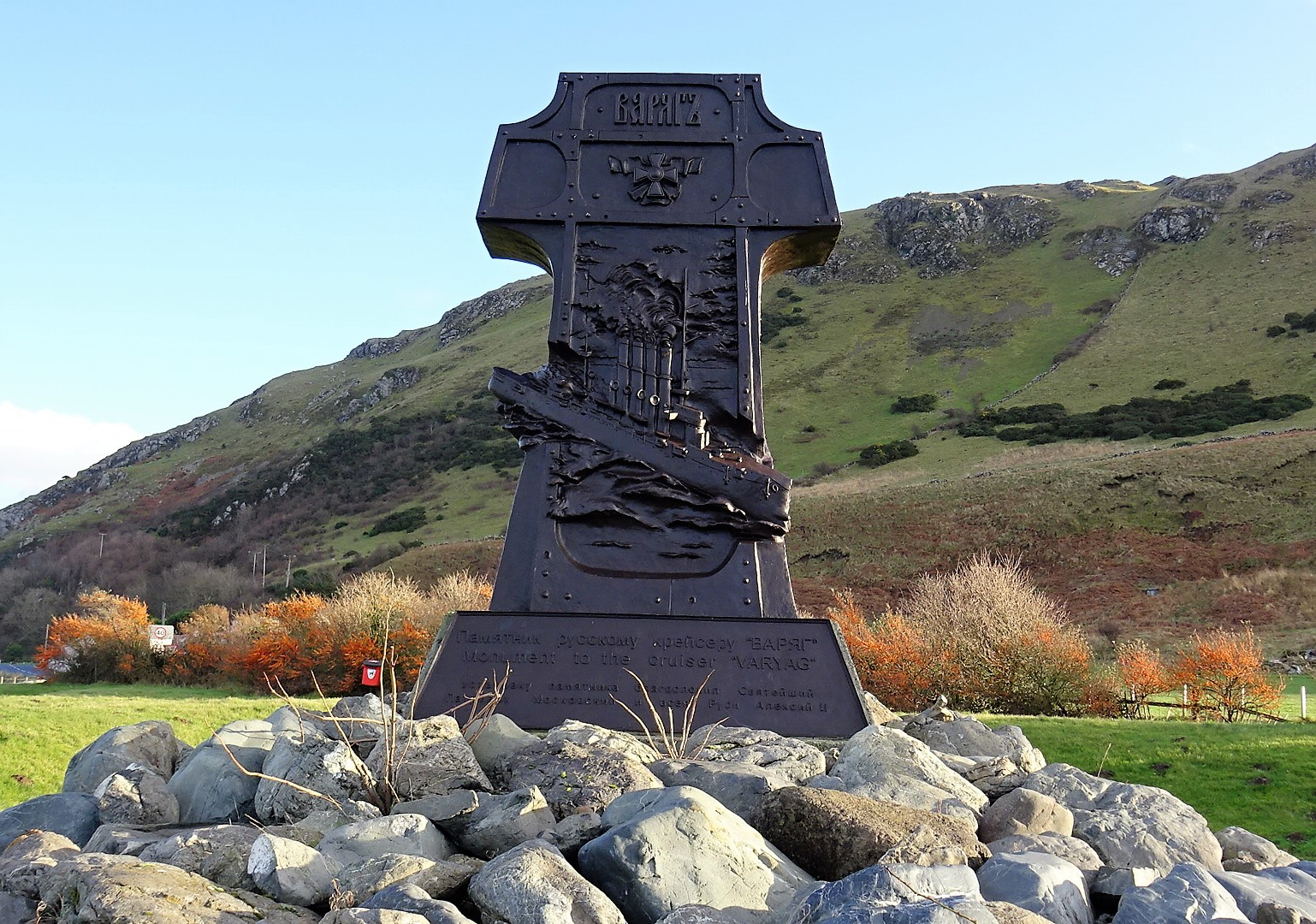
Gedenkstein bei Lendalfoot

Auf dem Friedhof von Wladiwostok befindet sich ein Denkmal für die gefallenen Matrosen der Warjag. Im Februar 2004 wurde anlässlich des 100. Jahrestages des Gefechtes auch in Incheon eine Gedenktafel für die russischen Seeleute und ein Denkmal enthüllt. 2010 kehrte die restaurierte Flagge der Warjag aus Korea nach Russland zurück. In Lendalfoot (Ayrshire) wurde ebenfalls ein Gedenkstein für das dort im Sturm gestrandete, zum Abbruch bestimmte Schiff errichtet.
Der Name Warjag wurde ebenfalls für den ab 1985 gebauten, von China fertiggestellten Flugzeugträger Liaoning der Admiral-Kusnezow-Klasse verwendet.

## Filme
- Battle of Chemulpo Bay. Kamera: Edwin S. Porter, USA 1904.
- Kreiser Varyag (Крейсер Варяг, Kreuzer Warjag. Regie: Viktor Eisymont, UdSSR 1946, mit Boris Liwanow, Aleksandr Sraschewski, Nikolai Tschaplygin).